# Strongyli (Nisyros)
Strongyli (griechisch Στρογγύλη [strɔŋˈgʲili] (f. sg.), ‚rund‘) ist eine unbewohnte griechische Insel in der Inselgruppe der Dodekanes. Sie gehört zum Hauptort Mandraki der Gemeinde Nisyros in der Region Südliche Ägäis.

## Geographie
Strongyli liegt 6,5 km nördlich von Nisyros und etwa 3 km nordöstlich von Gyali. Von Kos ist die Insel gut 10, vom türkischen Festland (Datça-Halbinsel) etwa 16 km entfernt. Der steile Vulkankegel erhebt sich vom Meeresgrund in 600 m Tiefe bis auf 125 m über Meeresniveau.

## Geologie
Strongyli liegt am östlichen Ende des Kykladenbogens, zu dem auch die Vulkaninseln Methana, Milos, Santorin und Nisyros gehören. Der subaerische Teil des Vulkans besteht aus Strömen andesitischer Lava. Einsprenglinge sind Plagioklas, Pyroxen und Magnetit. Der Boden des zentralen Kraters ist von einer bis zu zwei Meter dicken Schicht Bimsstein bedeckt, der von der Nachbarinsel Gyali stammt. Das Alter Strongylis lässt sich damit auf mindestens 31.000 Jahre schätzen. Außer dem zentralen Krater an der Spitze des Vulkankegels gibt es unterseeische Nebenkrater an seinem Hang.